# Bourse du tendon calcanéen
Les bourses du tendon calcanéen (ou bourses para-achilléennes ou bourses du tendon d’Achille ou bourses séreuses rétrocalcanéennes) sont une ou deux bourses synoviales du membre inférieur situées au niveau de la cheville.

## Description
Une première bourse du tendon calcanéen est constante : la bourse préachilléenne sépare la face antérieure du tendon calcanéen de la moitié supérieure de la face postérieure du calcanéus.
La deuxième,est inconstante : la bourse rétroachilléenne. Elle est subcutanée et sépare la face postérieure du tendon calcanéen de la peau.